# Never Say Goodbye (comédie musicale)
Pour les articles homonymes, voir Never Say Goodbye.
Never Say Goodbye (『NEVER SAY GOODBYE』-ある愛の軌跡-) est une comédie musicale de Shūichirō Koike et Frank Wildhorn.

## Postulat
1936. La guerre civile espagnole est déclarée, l'ensemble des pays avoisinants subissent des bouleversements de mauvais augure. Aux États-Unis, le gratin hollywoodien végète avec insouciance, loin d'une Europe réduite à l'état de poudrière.
Un soir de fête au Club Coconut Groove, l'élite au complet est réunie. Dans la foule, on dénombre notamment la grande actrice Ellen Parker, le torero flamboyant Vicente Romero, la jeune dramaturge socialiste Katherine McGregor et le célèbre photographe Georges Malraux.
Katherine et Georges se rencontrent pour la première fois à un moment charnière de leur existence. Non sans heurts, l'autrice vient d'obtenir son entrée pour la gloire : après de multiples remaniements et à son grand désarroi, sa pièce Tempest in Spain, elle-même basée sur l'opéra Carmen, va être adaptée au cinéma. De son côté, l'avenir du photographe s'annonce bien sombre : il fuit les persécutions des juifs polonais et sa patrie d'adoption, Paris, ne semble plus si accueillante. Lui qui a acquis sa notoriété en immortalisant la Ville Lumière pressent que la France est également à un tournant majeur...
Après des débuts houleux, Katherine, Georges et leurs amis se recroisent à Barcelone. Mais, alors qu'ils s'éprennent l'un de l'autre, l'Histoire les rattrape violemment. Les Olympiades populaires sont annoncées en ville, en protestation aux Jeux olympiques de Berlin organisés par le régime nazi...
Pour faire exister leur Art et espérer une fin heureuse, la petite bande va alors s'impliquer dans une bataille contre le fascisme.

## Distributions

### Distribution originale[1]
- Yōka Wao : Georges Malraux
- Mari Hanafusa : Katherine McGregor / Peggy McGregor
- Yuuga Yamato : Vicente Romero
- Rui Shijou : Ellen Parker
- Tomomi Ritsu : Mark Stein
- Chihiro Isono : Komarov
- Maya Misato : Paolo Carreras
- Tsukasa Kotobuki : Max Van Dick
- Haruhi Ryouga : Francisco Aguilar
- Hiro Yuumi : Bill Grant
- Irisu Toki : Bjorn
- Hikaru Nanaho : Hans
- Ryouka Kazu : Nasel
- Seina Sagiri : Tarrick
- Tamaki Amou : Alfonso Rivera
- Mayo Hatsune : Peter Carraway
- Asahi Miwa : Teresa
- Erina Mariho : Anita
- Saya Suzuna : Isabella / Betty
- Nagina Ruumi : Enrique Romero

### Distribution du revival[2]
- Suzuho Makaze : Georges Malraux
- Hana Jun : Katherine McGregor / Peggy McGregor
- Toa Serika : Vicente Romero
- Mineri Amairo : Ellen Parker
- Tsukasa Kotobuki : Mark Stein
- You Natsumi : Komarov
- Akira Matsukaze : Paolo Carreras
- Ryuu Shidou : Max Van Dick
- Minato Sakuragi : Francisco Aguilar
- Hikaru Rukaze : Bill Grant
- Chiaki Takato : Bjorn
- Hyuuga Kazeiro : Hans
- Shion Yuuki : Nasel
- Yuusei Anon : Tarrick
- Nagi Sumikaze : Alfonso Rivera
- Ouki Haruse : Peter Carraway
- Shiho Mizune : Teresa
- Mari Setohana : Anita
- Sayo Koharuno : Isabella / Betty
- Reito Nao : Enrique Romero

## Numéros musicaux
| Acte I - Coconut Grove - The Girl I Look For - Fake City - Je Suis Un Déraciné (I Am One Uprooted) - Never Say Goodbye - Olimpiada Popular - People's Art - The Outbreak of The Civil War - Without Bullfight - That's What I Can't Do - No Pasaran! - Centuria Olimpiada - One Card - No Pasaran! (Reprise) - The Woman of My Life - Meant for Each Other - We Are "Camarada" - One Heart | Acte II - San Giordi Fiesta - Purge of the PSUC - Conflict of Love - The Woman of My Life (Reprise) - Centuria Olimpiada (Reprise) - Je Suis Un Déraciné (Reprise) - Propaganda - Charity - Tragedy in Barcelona - Battlefield - One Heart - The Truth of Love |

## Production
Courant 2005, la revue Takarazuka contacte Frank Wildhorn pour créer Never Say Goodbye, ce qui fait de lui le premier compositeur américain à recevoir une commande de l'institution japonaise.
Dès sa programmation, le spectacle suscite l'attention du public : il signe la fin de la collaboration entre Yōka Wao / Mari Hanafusa, alors tandem phare de la troupe Cosmos. En effet, il a été annoncé que Wao et Hanafusa quitteraient la revue en 2006, à l'issue des représentations de Never Say Goodbye.
La comédie musicale connaît un revival au printemps 2022, porté par le duo Suzuho Makaze et Hana Jun.